# Василь Гендов
Василь Гендов Гендов (болг. Васил Димов Хаджигендов) — болгарський режисер, актор і драматург. Автор першого болгарського фільму «Галантний болгарин» (вийшов на екрани 13 січня 1915 року за старим стилем), комедії в стилі Макса Ліндера.

## Біографія
Василь Гендов народився 24 листопада 1891 року в Слівені. У 1905–1907 роках був студентом-практикантом театру «Сльоза і сміх» Національного театру. Дебютував у ролі Роберта Пфайффера в постановці «Вчителі» Отто Ернста. Закінчив театральну школу «Отто» у Відні, вивчав мистецтво кіно у Берліні, при кінобудинку AIKO. У 1910–1912 роках був актором трупи Рози Попової. Працював адміністратором в Русе (1911—1913). Був директором мандрівного драматичного театру «Болгарський театр», Софія (1920—1938). Артист естради (1938—1946).
У 1921 році разом із дружиною Жаною Гендовою заснував Мандрівний театр «Софія», де був одразу директором, режисером і актором. Він є засновником болгарського кіномистецтва, творцем першого болгарського кіновиробничого кооперативу «Янтра фільм». Гендов був ініціатором створення першої Спілки художників Болгарії (1919—1920), Спілки кінематографістів Болгарії (1931), а також Музею болгарської кінематографії (1948). Засновник першої Спілки кінематографістів (1934). Член Спілки болгарських кінематографістів (СБФД). Він є автором першого болгарського художнього фільму «Галантний болгарин», в якому є сценаристом, режисером і виконавцем головної ролі. Він створив і продюсував фільм «Повстання рабів», який став першим болгарським звуковим фільмом і першим фільмом Василя Левського. Фільм був знятий у 1932 році в Карлово. Як і у всіх своїх попередніх фільмах, Гендов є сценаристом, режисером і виконавцем головної ролі.
Гендов є автором мемуарів «Тернистий шлях болгарського кіно» (історія болгарського кіно). Пішов з життя 3 вересня 1970 року в Софії.

## Нагороди та відзнаки
- Заслужений діяч мистецтв (1952).
- Орден «Кирило і Мефодій» 1 ст. (1963).

## Ролі в театрі
- Дюваль — "Дама з камеліями " Олександра Дюма-сина
- Пастор — «Батьківщина» Ганса Зюдермана
- Карелін — «Епідемія» Разсудова
- Борис Аксійович — «Лудетіна» В. Крилов
- Нотаріус — «Севільський цирульник» П'єра де Бомарше
- Андрій Роквіль — «Совість» П. Бурже
- Юджин Мерчбенкс — «Кандіда» Джорджа Бернарда Шоу.

## Фільмографія
| рік      | Фільми та серіали          | Роль                 |
| -------- | -------------------------- | -------------------- |
| 1937 рік | Земля горить               | Георгій Симов        |
| 1933 рік | Повстання рабів            | Василь Левський      |
| 1930 рік | Буря молодості             | Антон                |
| 1929 рік | Вуличні божества           | робітник             |
| 1928 рік | Шлях бездоріжжя            | Майкл                |
| 1927 рік | Людина, яка забула Бога    | Павло Симов          |
| 1922 рік | Військові дії в мирний час | перший агент         |
| 1922 рік | Бай Ганьо                  | не з'явився у фільмі |
| 1921 рік | Диявол у Софії             | Диявол               |
| 1917 рік | Божевільне кохання         | студент              |
| 1915 рік | Галантний болгарин         | Болгарин             |